# 麥可·卡頓-鍾斯
麥可·卡頓-鍾斯（Michael Caton-Jones，原名邁克爾·瓊斯；1957年10月15日— ）是一位蘇格蘭電影和電視導演兼製片人。他的作品包括二戰電影《孟菲斯美女》 （1990）、浪漫喜劇《好萊塢醫生》 （1991）、傳記劇《男孩的一生》 （1993）、歷史史詩《羅布·羅伊》 （1995）、動作驚悚片《豺狼》 （1997） ，以及色情驚悚片續集《本能2》 (2006)。他還執導了第四頻道迷你劇《布隆德》 （1987 年）和《無盡的世界》 （2012 年）。 

## 傳紀
卡頓-鍾斯在愛丁堡附近的布羅克斯本長大。他搬到倫敦並居住在斯托克紐因頓。 他就讀於國立電影電視學校。 
2017 年10 月，卡頓-鍾斯告訴BuzzFeed 新聞 ，他被迫退出 1998 年犯罪劇情片《B. Monkey》的製作，因為他拒絕解僱女主角索菲·奧康內多 (Sophie Okonedo )，製片人哈維·韋恩斯坦(Harvey Weinstein)認為她“不好”。韋恩斯坦告訴《綜藝 (雜誌)》雜誌，卡頓-瓊斯因“創意差異”而離開了製作團隊。邁克爾·雷德福德（Michael Radford）被聘請接替卡頓·瓊斯（Caton-Jones），奧康內多（Okononedo）則由阿薩·阿基托（Asia Argento）接替。阿基托於 2017 年向《紐約客》透露自己被強奸的三名女性之一韋恩斯坦；她說她向韋恩斯坦屈服是因為“我覺得我必須這樣做，因為我的電影即將上映，我不想激怒他。” 

## 电影年表

### 电影
| 年     | 标题           | 导演 | 制片人   | 作家 | 註記                                                    |
| ------ | -------------- | ---- | -------- | ---- | ------------------------------------------------------- |
| 1986年 | 铆工           | 是   | 是       | 否   | 短片 兼编辑 提名 -都灵市最佳短片奖                      |
| 1989年 | 醜聞           | 是   | 否       | 否   | 提名 –欧洲电影奖年度欧洲青年电影                        |
| 1990年 | 英烈的歲月     | 是   | 否       | 否   | 提名 –国际奇幻电影奖最佳影片                            |
| 1991年 | 好莱坞博士     | 是   | 否       | 否   | 客串饰演“Maitre D”                                      |
| 1993年 | 這個男孩的生活 | 是   | 否       | 否   |                                                         |
| 1995年 | 罗布·罗伊      | 是   | 管理人員 | 否   |                                                         |
| 1997年 | 豺狼           | 是   | 是       | 否   | 客串饰演“電視中的男人”                                  |
| 2002年 | 海边的城市     | 是   | 是       | 否   | 客串饰演“地鐵裡的男人”                                  |
| 2005年 | 射击狗         | 是   | 否       | 否   | 提名-英国独立电影奖最佳导演                             |
| 2006年 | 第六感追緝令2  | 是   | 否       | 否   | 提名-金酸莓奖最差导演                                   |
| 2015年 | 都市赞歌       | 是   | 否       | 否   | Ale Kino 观众奖 Ale Kino 组织者奖 金色狮鹫 - 发电机 +18 |
| 2018年 | 亚瑟           | 是   | 否       | 否   |                                                         |
| 2019年 | 婚礼后         | 否   | 管理人員 | 否   |                                                         |
| 2019年 | 我们的女士们   | 是   | 是       | 是   |                                                         |

### 电视导演
| 年     | 标题       | 笔记                   |
| ------ | ---------- | ---------------------- |
| 1987年 | 布隆德     | 迷你剧； 3集           |
| 1988年 | 屏幕二     | 剧集：《幸运的苏尼尔》 |
| 1998年 | 三位一体   | 剧集：《飞行员》       |
| 2010年 | 幽灵       | 第 9.2 和 9.3 集       |
| 2012年 | 无尽的世界 | 迷你剧； 8集           |

## 奖项和提名
| 年     | 协会                         | 类别                  | 作品       | 结果 |
| ------ | ---------------------------- | --------------------- | ---------- | ---- |
| 1986年 | 都灵电影节                   | 最佳短片              | 铆工       | 提名 |
| 1989年 | 欧洲电影学院                 | 欧洲年度青年电影      | 丑闻       | 提名 |
| 1991年 | 幻想体育                     | 最佳影片              | 孟菲斯美女 | 提名 |
| 2006年 | 英国独立电影奖               | 最佳导演              | 射击狗     | 提名 |
| 2007年 | 金酸莓奖                     | 最差导演              | 基本本能2  | 提名 |
| 2016年 | 吉福尼电影节                 | 金色狮鹫 - 发电机 +18 | 都市赞歌   | 獲獎 |
| 2016年 | 艾尔基诺！国际青年观众电影节 | 观众奖                | 都市赞歌   | 獲獎 |
| 2016年 | 艾尔基诺！国际青年观众电影节 | 主办方奖品            | 都市赞歌   | 獲獎 |